# Baringové

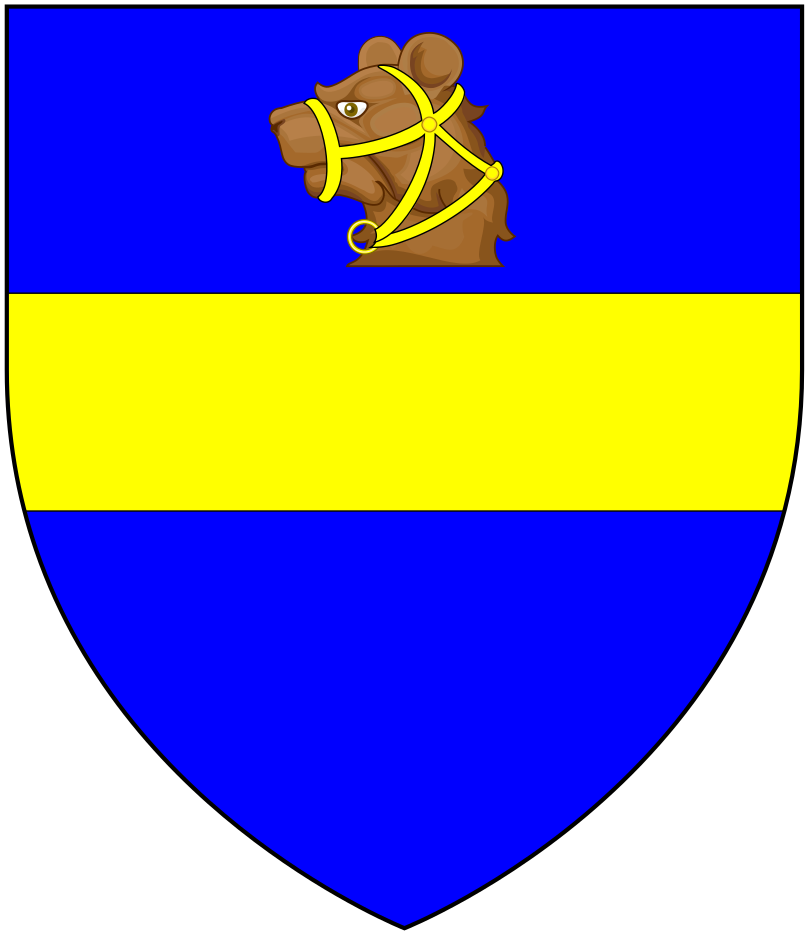
Erb rodu Baringů

Baringové jsou významná bankéřská rodina ve Velké Británii. Od roku 1762 až do krachu v roce 1995 řídili úspěšnou investiční banku Barings Bank, od 18. století se začali angažovat také v politice, získali několik šlechtických titulů a vlastnili řadu zámků v Anglii.

## Dějiny rodu
Do Anglie přišel v roce 1717 Johann Baring (1697–1748), rodák z Brém. Přijal jméno John a v Exeteru se prosadil jako úspěšný obchodník s vlnou. Jeho synové John (1730–1816) a Francis (1740–1810) založili v roce 1762 bankovní dům John and Francis Baring Company, později pod názvem Barings Bank. Oba bratři stáli na počátku ekonomického vzestupu rodiny a Baringové se stali jednou z nejbohatších bankéřských rodin v Evropě. Francis mimoto vynikl jako autor ekonomických spisů a byl finančním poradcem premiéra W. Pitta mladšího.

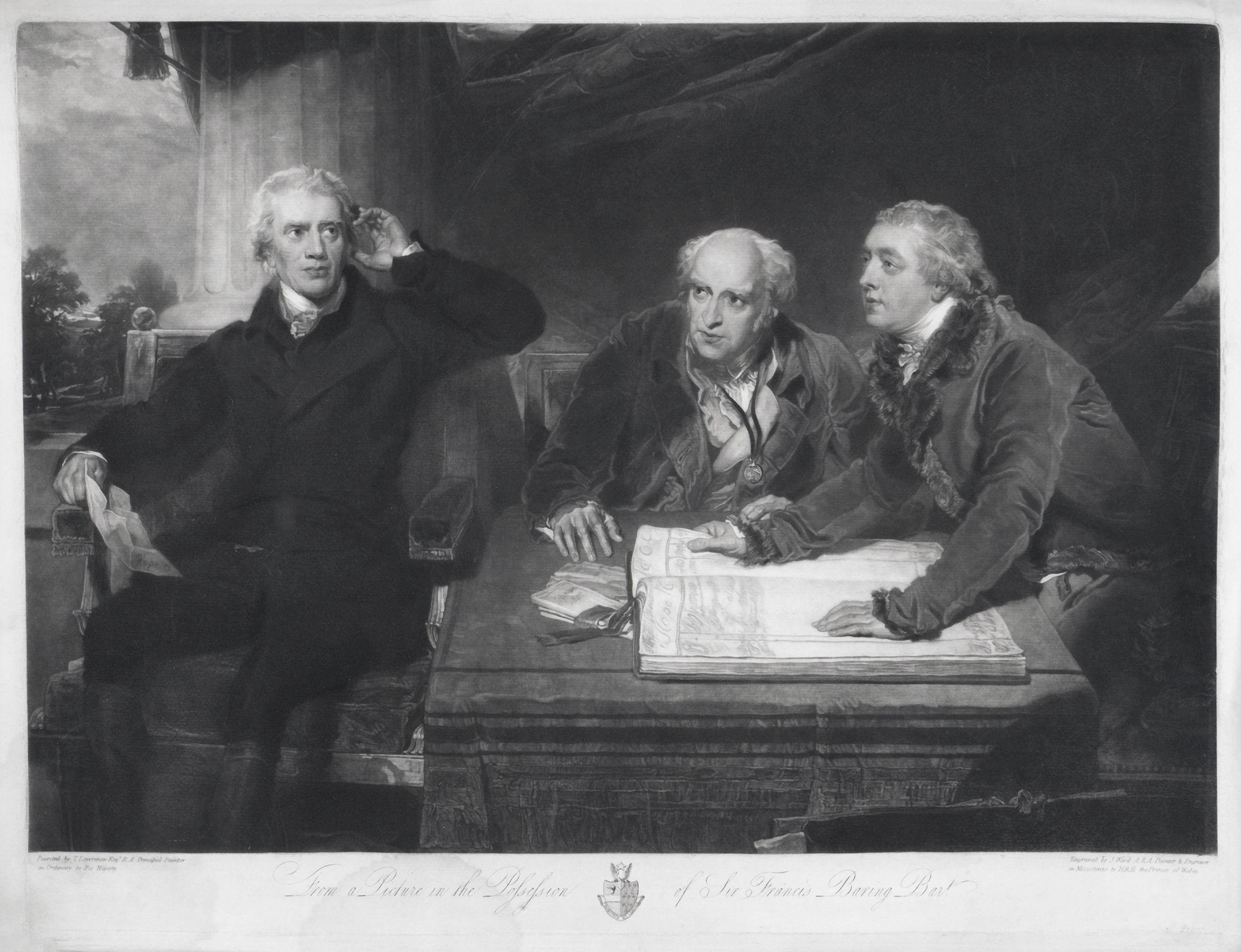
Bratři John a Francis Baringové s obchodním partnerem Charlesem Wallem, zakladatelé banky Baring

Počátkem 19. století se bankovní dům Baring zapojil do významné transakce s Louisianou mezi Francií a USA (1803). Británie byla tehdy s Francií ve válečném stavu, Napoleon ale nebránil, aby Spojené státy získaly část prostředků formou dluhopisů od britských bank. Za banku Baring vedl jednání v Paříži a ve Washingtonu Alexander Baring (1774–1848), který byl později povýšen na barona Ashburtona (1835). Později byl ještě vyslancem ve Spojených státech a v roce 1842 uzavřel tzv. Smlouvu Ashburton upravující hranice mezi USA a Kanadou. Jeho synovec Francis Baring (1796–1866) byl britským ministrem financí a námořnictva a v roce 1866 získal titul barona Northbrooka.

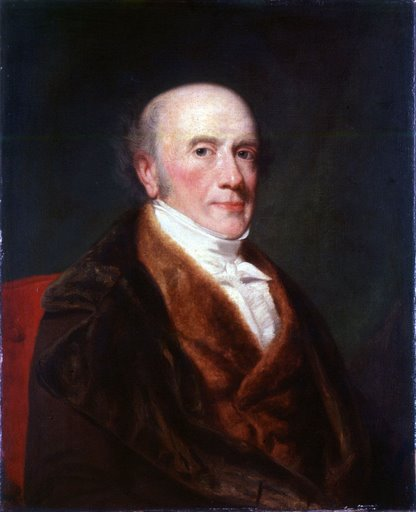
Bankéř a diplomat Alexander Baring, 1. baron Ashburton

## Šlechtické tituly v rodině Baringů
V 19. a 20. století získali Baringové dva hraběcí tituly. Nejprve to byl Thomas George Baring, 2. baron Northbrook (1826–1904), který byl místokrálem v Indii (1872–1876) a později ještě ministrem námořnictva (1880–1885). V roce 1876 byl povýšen na hraběte, tento titul ale zanikl v další generaci (1929), takže v této linii Baringové nadále užívají jen titul barona. Druhý hraběcí titul obdržel Evelyn Baring (1841–1917) za své zásluhy v dlouholeté funkce generálního konzula v Egyptě (1883–1907). V roce 1901 získal titul hraběte z Cromeru, z jeho potomstva vynikl Rowland Baring, 3. hrabě Cromer (1918–1991), guvernér Bank of England (1961–1966) a později britský velvyslanec v USA (1971–1974).
Další peerský titul byl udělen Edwardu Baringovi (1828–1897), který byl v roce 1885 povýšen na barona Revelstoke. Za jeho vedení ale následkem neuvážených investic v Argentině došlo k první vážné krizi banky Baring (1890) a pomoct musela Bank of England. Poslední peerský titul pro rodinu získal Evelyn Baring (1903–1973), který svou kariéru v koloniích završil jako guvernér v Keni (1952–1959) a v roce 1960 byl povýšen na barona Howicka.

## Zánik banky Baring
Banka Baring po krizi v roce 1890 byla změněna na společnost s ručením omezeným a osobní zásahy členů rodu do vedení firmy postupně mizely. Po druhé světové válce musela banka čelit konkurenci dalších finančních domů, ale až do svého zániku zůstala důležitým hráčem britské ekonomiky. Díky spekulacím jednoho ze svých zaměstnanců přišla banka v roce 1995 o 827 miliónů liber a musela vyhlásit bankrot. Firmu následně převzala finanční skupina ING.

## Rodová sídla
Vysoké zisky z finančního podnikání umožnily Baringům přechod z bankéřské rodiny mezi pozemkovou aristokracii a v 18.–20. století patřilo různým rodovým liniím 13 venkovských sídel a luxusních domů v Londýně. Na rekonstrukce zámků a úpravy parků vynaložili vysoké prostředky, někteří členové rodu měli také zájem o umění a budovali hodnotné obrazové sbírky. Při první krizi banky Baring v roce 1890 došlo k nucenému prodeji několika domů, další ztráty následovaly během 20. století. Nákladná údržba honosných sídel vedla k demolici některých z nich po druhé světové válce.
Nejstarším venkovským sídlem Baringů byl zámek Mount Radford House v Exeteru, který koupil v roce 1755 zakladatel banky Baring, Sir John Baring (1730–1816). Jeho potomci zámek upravovali, ale již od roku 1826 sloužil jako škola, počátkem 20. století byl pak zbořen. V letech 1853–1906 patřil Baringům rozsáhlý zámek Norman Court v hrabství Wiltshire, který předtím vlastnil jejich příbuzný Charles Wall. Ten byl také iniciátorem přestavby zámku počátkem 19. století do podoby luxusního sídla, jež pak za Baringů nedoznalo žádných změn. V roce 1906 přešel Norman Court prodejem na Washingtona Singera, dědice firmy vyrábějící šicí stroje (dnes je zde škola).

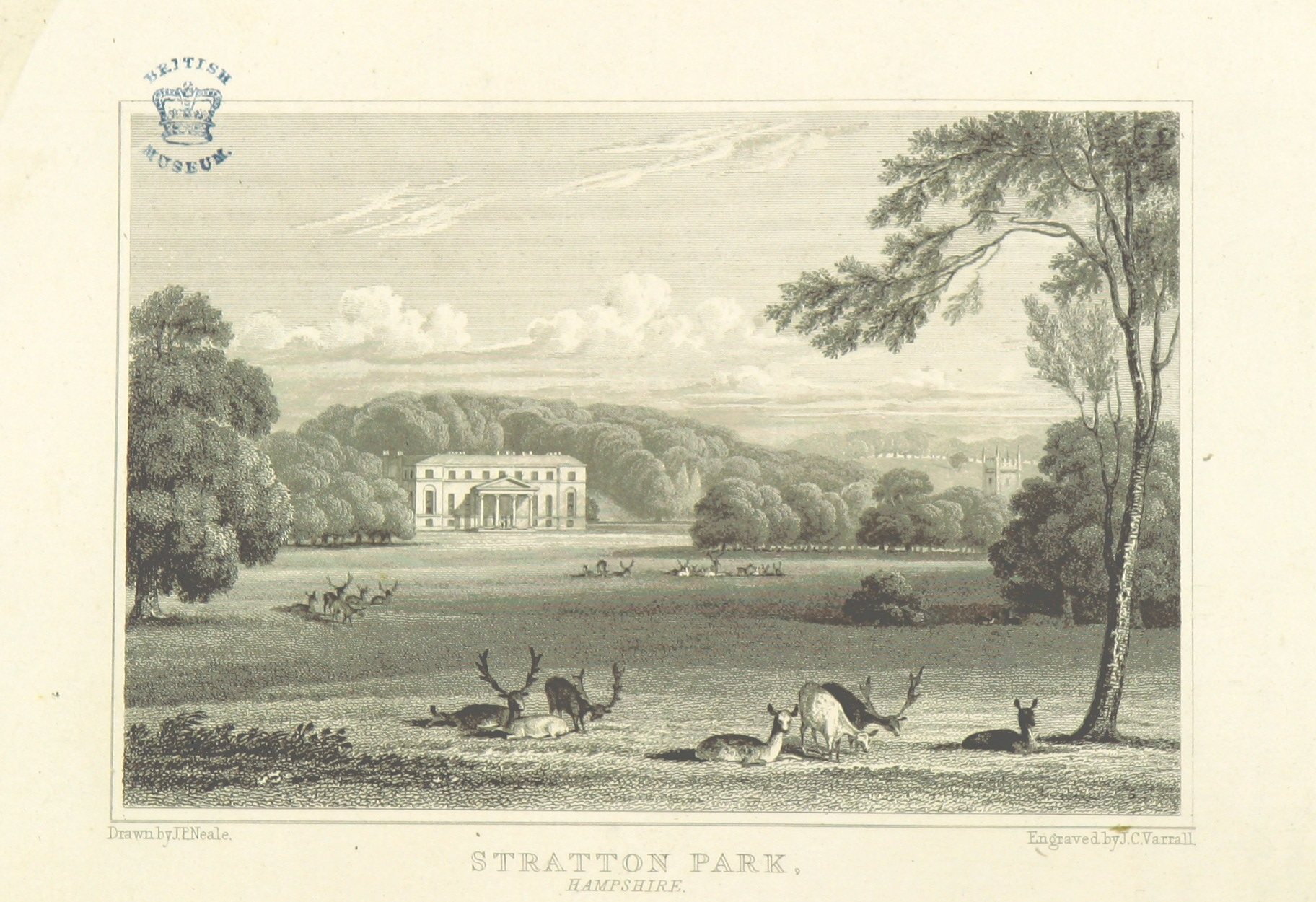
Zaniklý zámek Stratton Park v hrabství Hampshire

Nejvýznamnějším majetkem Baringů byl zámek Stratton Park v Hampshire, který koupil v roce 1798 Sir Francis Baring od Russellů. Historie zdejšího zámku je bohatá, ale teprve za Baringů se stal významným rodinným sídlem. Počátkem 19. století inicioval Francis Baring přestavbu v klasicistním stylu, poměrně jednoduchou architekturu oživovalo impozantní toskánské sloupoví. Následující generace Baringů zde soustředily cennou obrazovou sbírku, péče byla věnována i parku. Sedmý baron Ashburton nechal zámek v roce 1963 zbořit a na jeho místě postavit nový dům. Demolici předcházel dlouhý spor s památkáři, kteří chtěli zachovat vstupní sloupoví jako jeden z prvních antikizujících prvků v britské architektuře 19. století. Sloupoví bylo nakonec zachováno a dnes jako samostatně stojící torzo tvoří nevšední artefakt.

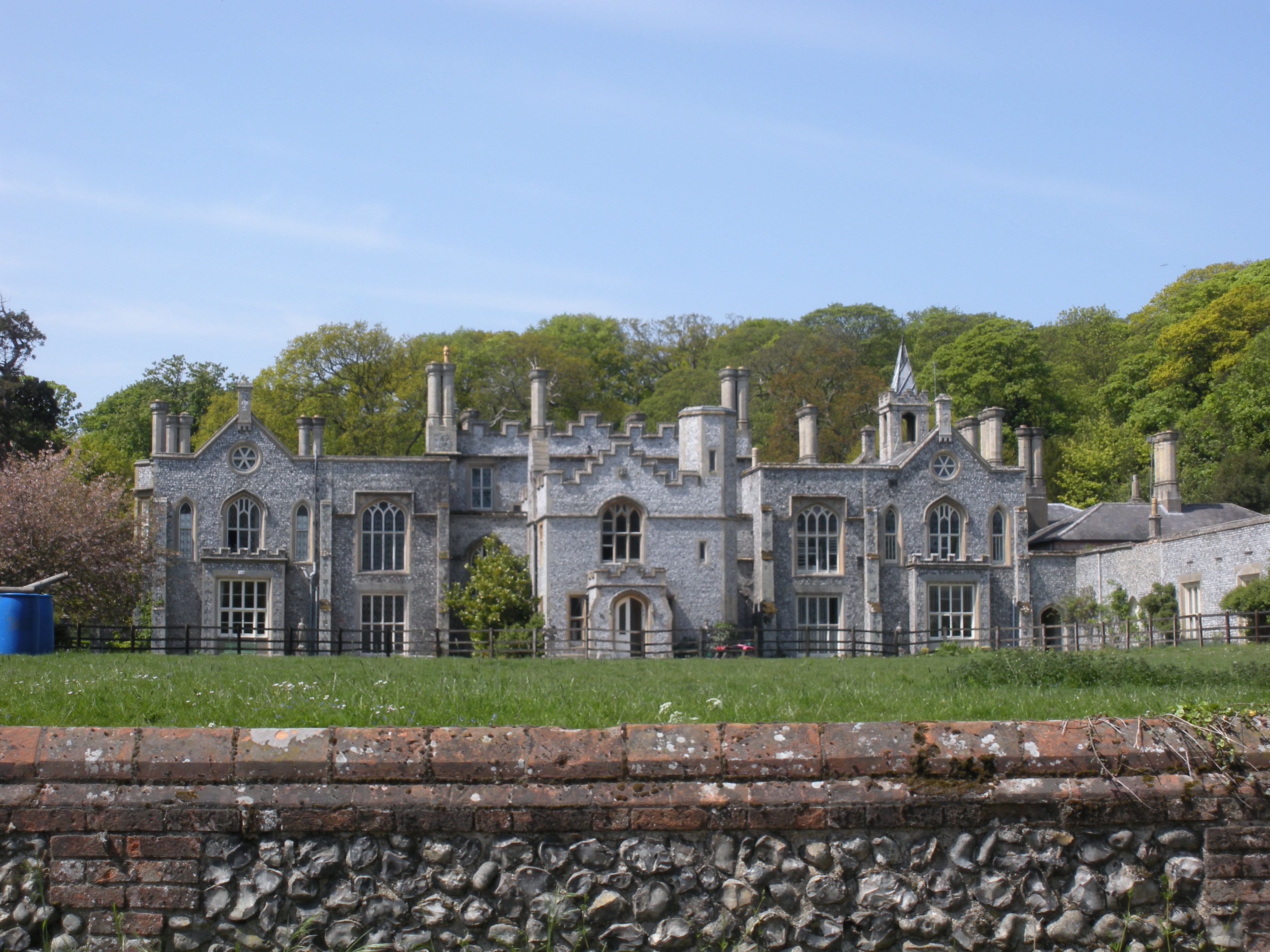
Zámek Cromer Hall v hrabství Norfolk

V linii hrabat z Cromeru byl sídlem Baringů zámek Cromer Hall v hrabství Norfolk. Panství koupil v roce 1823 Henry Baring (1774–1848) a koncem dvacátých let 19. století došlo k přestavbě zámku v novogotickém stylu. Počátkem 20. století zde pobýval spisovatel A. C. Doyle a podle znalců jeho díla se Cromer Hall stal předobrazem sídla rodu Baskervillů v románu Pes baskervillský.

## Významné osobnosti
- Sir Francis Baring (1740–1810), spoluzakladatel banky Baring
- Francis Baring, 1. baron Northbrook (1796–1866), ministr financí a námořnictva
- Thomas Baring, 1. hrabě Northbrook (1826–1904), místokrál v Indii a ministr námořnictva
- Evelyn Baring, 1. hrabě Cromer (1841–1917), generální konzul v Egyptě
- Evelyn Baring, 1. baron Howick (1903–1973), guvernér v Keni
- Rowland Baring, 3. hrabě Cromer (1918–1991), velvyslanec v USA